# Školní stávky pro klima

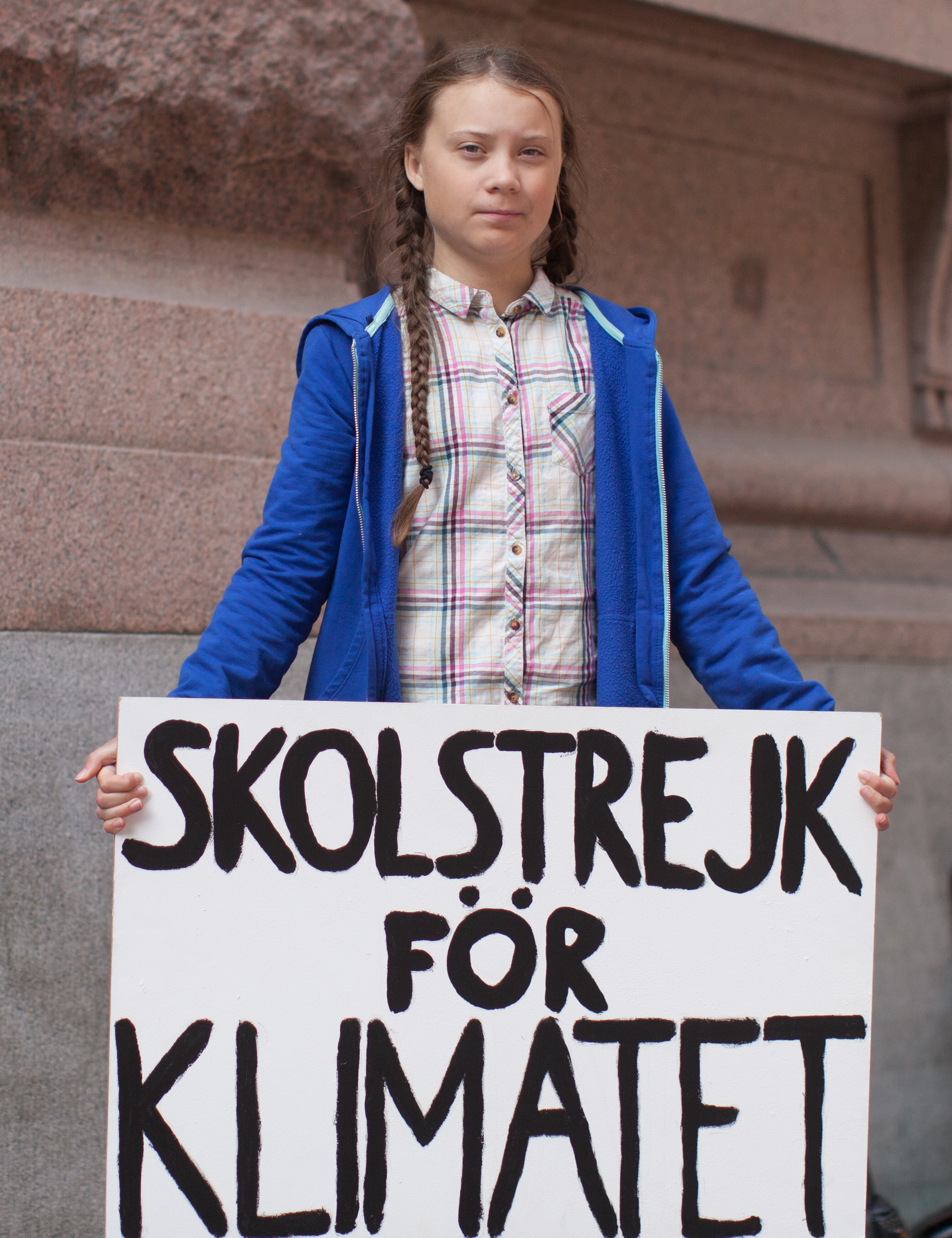
Greta Thunbergová protestující před Riksdagem

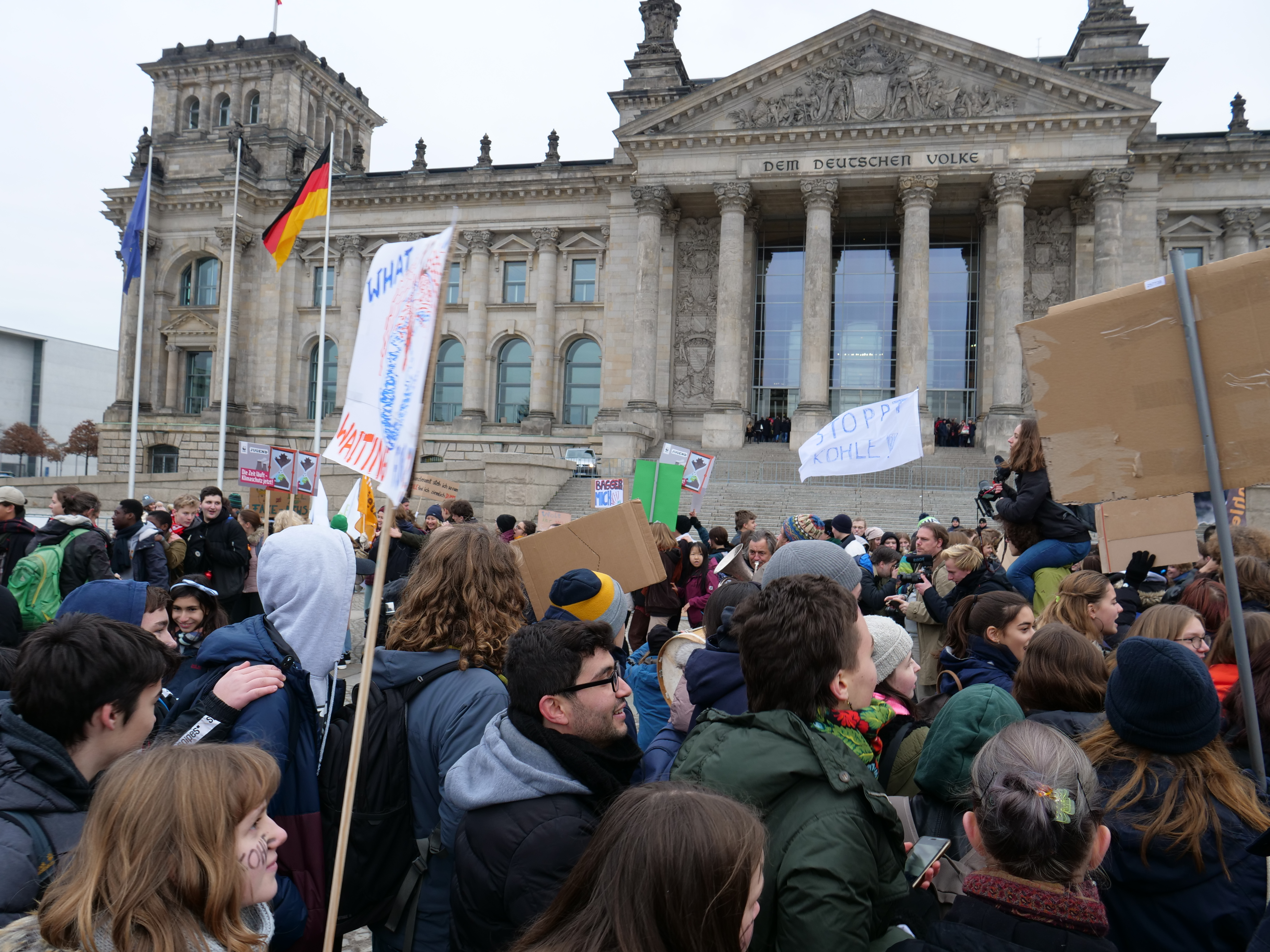
Školní stávky pro klima (Berlín, 14. prosince 2018).

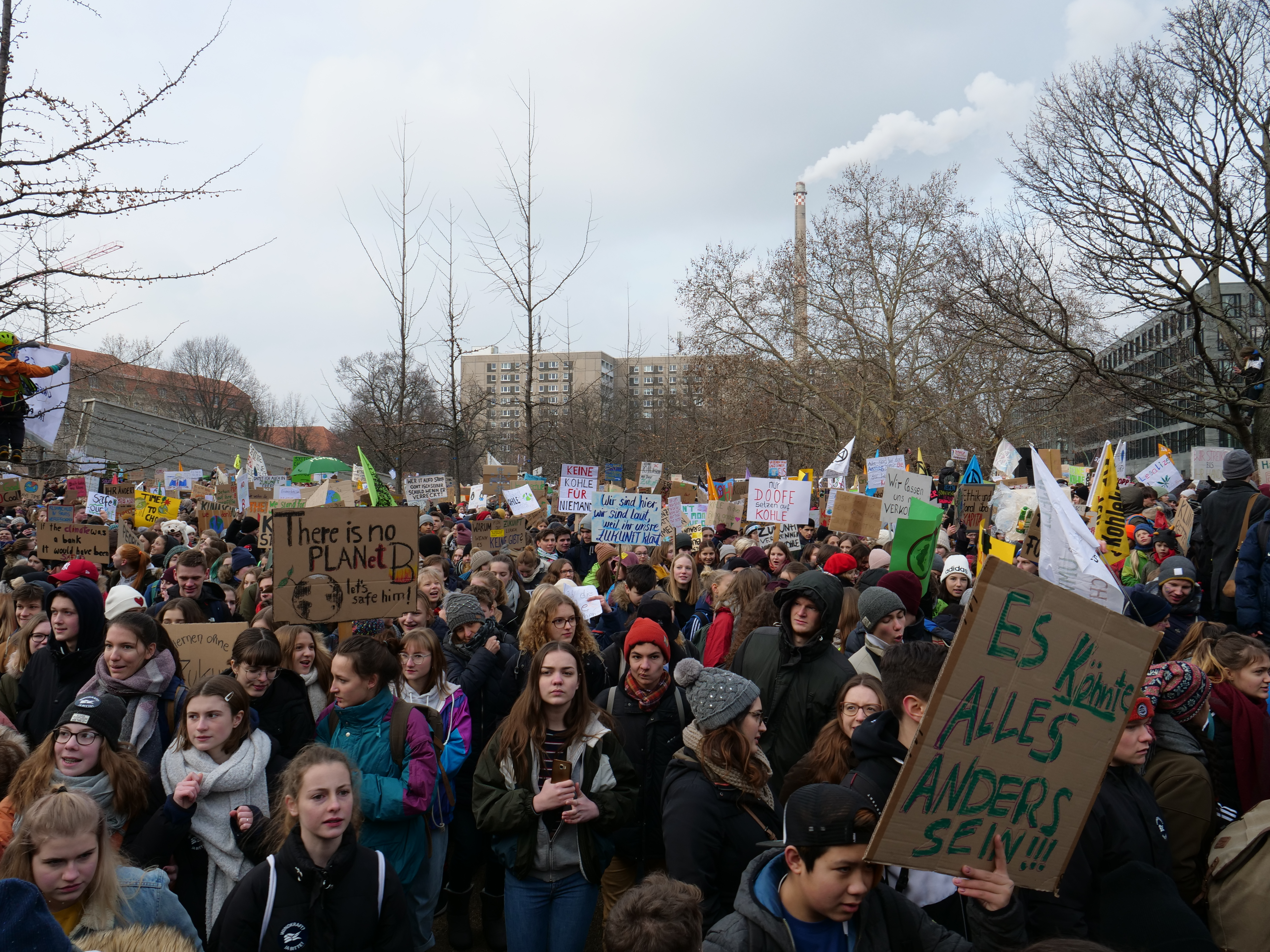
Berlín, 25. ledna 2019

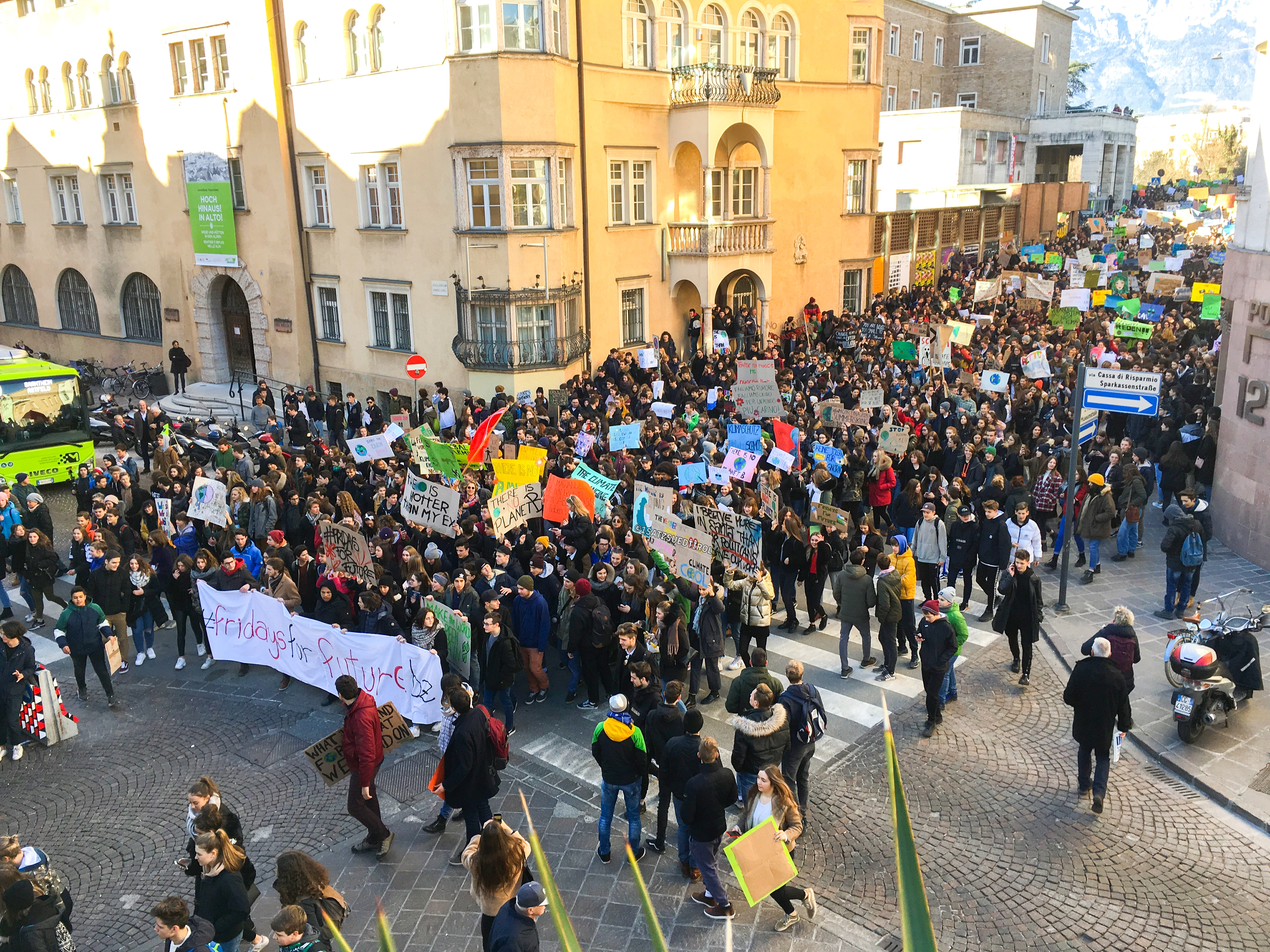
Bolzano, 15. února 2019

Školní stávky pro klima (ve světě i v České republice známé také pod názvy Fridays for Future) je rostoucí[kdy?][zdroj?] mezinárodní hnutí žáků a studentů, kteří se rozhodli místo docházky do školy účastnit demonstrací, kde žádají, aby byla politiky učiněna rázná opatření proti dalšímu globální oteplování, žádají aby byl naplněn cíl maximálního oteplení o 1,5 stupně přijatý na Světové konferenci o změně klimatuv Paříži 2015 v Pařížské dohodě Organizace spojených národů.
Publicita a široké rozšíření začalo, když Greta Thunbergová seděla během srpna 2018 před švédským parlamentem s cedulí, kde měla napsáno "Skolstrejk för klimatet" neboli "Školní stávka pro klima". Podle příkladu iniciátorky Grety Thunbergové chodí studenti v pátek místo vyučování protestovat do ulic. Protesty se konají po celém světě a jsou organizovány žáky a studenty; například 15. března 2019 se 2,2 milionu lidí zúčastnilo demonstrací školní stávky pro klima na první celosvětově organizované klimatické stávce.
Od té doby vzniklo mnoho podpůrných organizací na regionální, národní a celosvětové úrovni, například Architekti pro budoucnost, Umělci pro budoucnost, Rodiče pro budoucnost nebo Vědci pro budoucnost.
Dne 20. září 2019 pod výzvou hnutí proběhla ve 150 zemích světa, včetně České republiky, za účasti 4 miliónů osob celosvětová klimatická stávka, které se zúčastnily všechny věkové a profesní skupiny.

## Klimatická stávka v roce 2015
V roce 2015 vyzvala nezávislá studentská skupina studenty po celém světě k vynechání školy a společné demonstraci v první den jednání Konference OSN o změně klimatu 2015 v Paříži. Dne 30. listopadu 2015, první den Pařížské konference proběhla "Klimatická stávka" ve sto zemích celého světa s celkovou účastí cca 50 000 studentů. Hnutí mělo tři požadavky: přechod na 100% čisté energie, uchování fosilních paliv v zemi a pomoc klimatickým uprchlíkům.

## Greta Thunbergová a první stávkující v roce 2018
Dne 20. srpna 2018 se Greta Thunbergová, žákyně deváté třídy základní školy, rozhodla, že nebude chodit do školy až do švédských všeobecných voleb, které se konaly dne 9. září 2018. Rozhodla se poté, co její rodné Švédsko v létě čelilo nebývalým vlnám horka a požárů. Chtěla po švédské vládě, aby snížila emise uhlíku, podle Pařížské dohody o změně klimatu. Seděla před švédským parlamentem každý den během školních hodin se sloganem "Školní stávka pro klima". Po volbách pokračovala v protestu každý pátek. Její páteční stávka získala celosvětovou pozornost. Do prosince 2018 proběhly školní stávky za klima minimálně ve 270 městech v různých zemích, včetně Austrálie, Belgie, Dánska, Finska, Kanady, Německa, Nizozemska, Rakouska, Spojených států či Švýcarska.

## Rostoucí hnutí
V roce 2019 pokračovaly stávky v zemích, kde probíhaly již v roce 2018 a započaly i v dalších zemích, například v Kolumbii, na Novém Zélandu a v Ugandě. Největší masové stávky se konaly ve dnech 17. až 18. ledna, kdy nejméně 45 000 studentů vyšlo na protest ve Švýcarsku a Německu, proti nedostatečné politice globálního oteplování. V několika zemích, včetně Německa a Velké Británie vyžadovali studenti změnu zákona tak, aby volební právo bylo již od 16 let a oni by tak mohli ovlivnit volby ve prospěch přicházející generace.
Dne 5. února 2019 byla nucena odstoupit belgická ministryně životního prostředí pro Vlámsko, Joke Schauvliege, když se ukázaly nepravdivé její výroky, že rozvědka má důkazy, že stávky v Belgii jsou organizovány "určitými silami".
V Anglii vyjádřilo 13. února 2019, na základě otevřeného dopisu hnutí Extinction Rebellion, studentským stávkám podporu akademici (celkem 224) podpisem otevřeného dopisu ve kterém napsali, že "studenti mají jejich plnou podporu". V pátek 15. února pak proběhla ve Velké Británii celostátní klimatická stávka - na více, než 60 místech s celkovou účastí více než 15 000 stávkujících. Ve stejný den proběhly také mohutné stávky v Německu, kde v Postupimi vystoupili před demonstrujícími s projevem také klimatolog Stefan Rahmstorf z Potsdam-Institut für Klimafolgenforschung, celkově se v Německu ten den zapojilo kolem 26 000 studentů.
Dne 21. února prohlásil předseda Evropské komise Jean-Claude Juncker, že Evropská unie musí vydat stovky miliard eur na zmírnění změny klimatu, tedy asi čtvrtinu rozpočtu EU. S ohledem na to, že toto prohlášení učinil na stejném plénu, na kterém před ním vystoupila Greta Thunberg, spojují média toto prohlášení se školními stávkami pro klima.
Dne 5. března 2019 podepsalo 700 německy mluvících vědců prohlášení na podporu školních stávek v této zemi. Zároveň pozvali k podpoře prohlášení podpořili další kolegy, prohlášení nakonec podepsalo více, než 26 800 vědců zejména z Německa, Rakouska a Švýcarska.
Dne 9. května 2019 se během summitu Evropské unie v Sibiu setkali zástupci hnutí z celé Evropy s několika předními představiteli evropských zemí a předali jim otevřený dopis, který podepsalo více než 16 000 evropských klimatických aktivistů a jejich sympatizantů.

## Globální stávka pro klima 15. března 2019

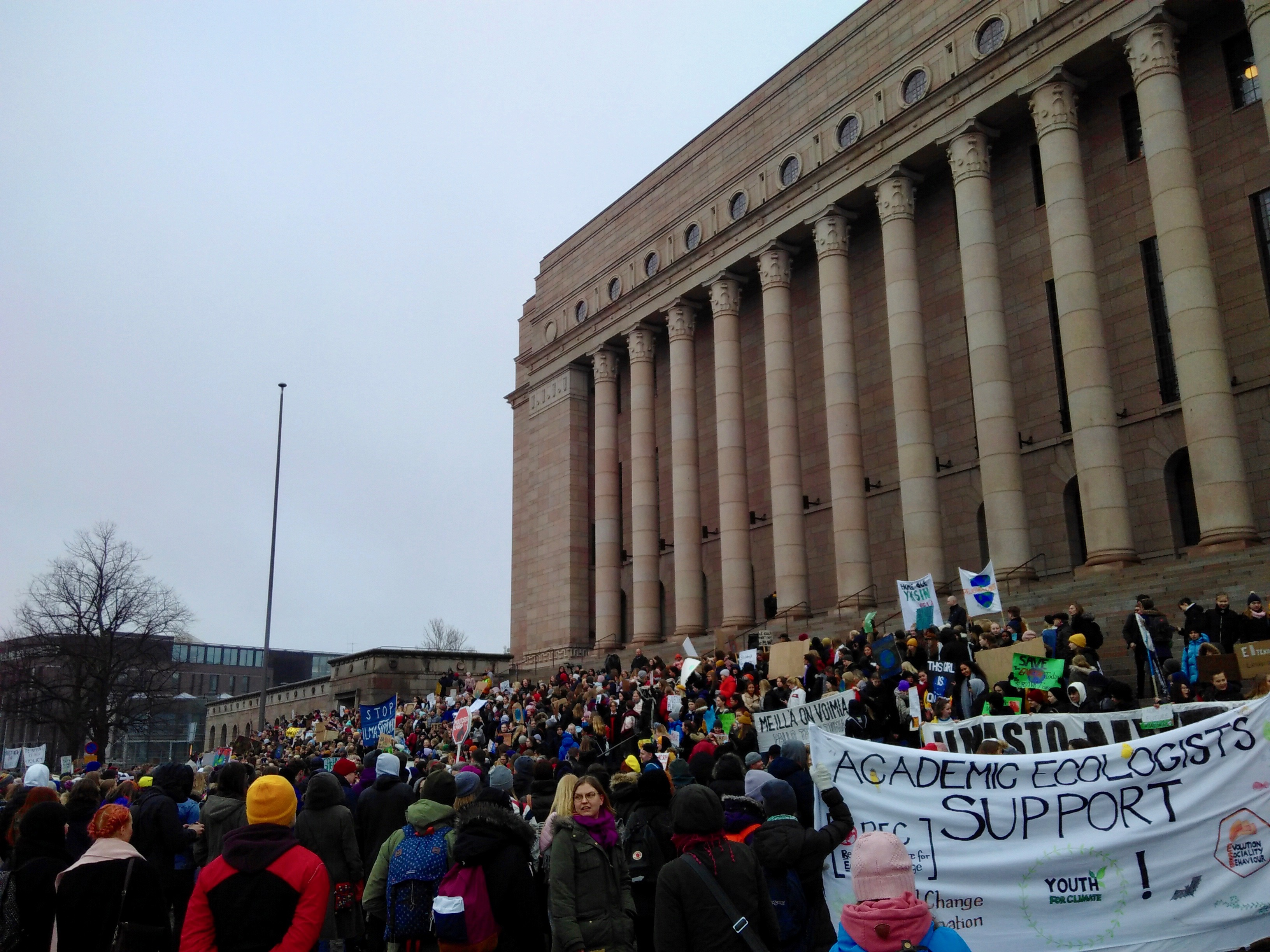
Helsinky, 15. března 2019

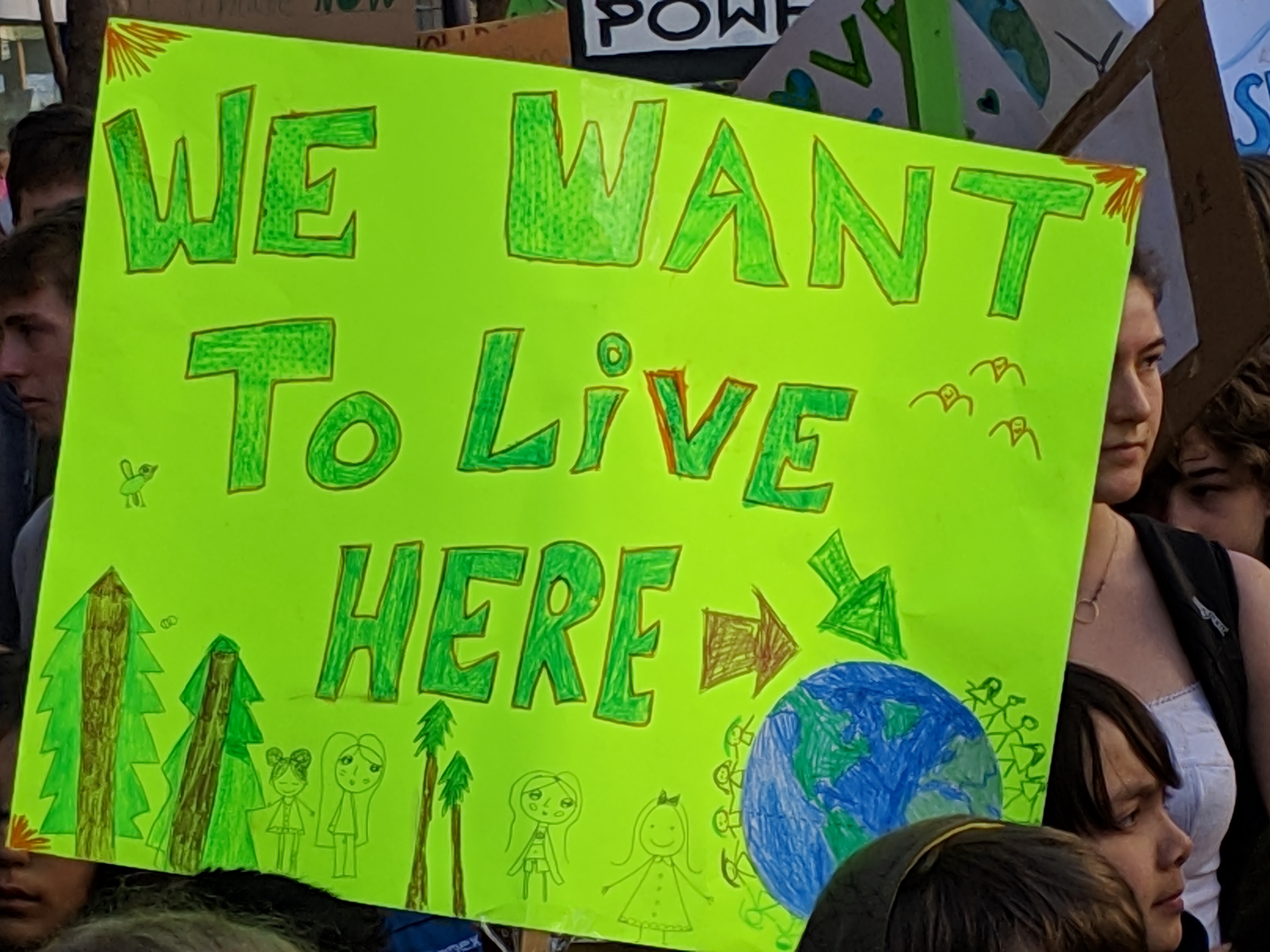
"Chceme tu žít" (San Francisco, 15. března 2019)

Dne 1. března 2019 publikovalo 150 studentů z celosvětového koordinačního výboru studentských stávek (včetně Grety Thunberg) v britském deníku The Guardian otevřený dopis, ve kterém mimo jiné říkají:
My, mladí, jsme hluboce znepokojeni naší budoucností. […] Jsme budoucnost lidstva, která nemá možnost mluvit. Tuto nespravedlnost již nechceme dále trpět. […] S klimatickou krizí je konečně nutno zacházet jako s krizí. Je to největší hrozba v lidské historii a my nepřijmeme nečinnost světových politiků, která ohrožuje celou naši civilizaci. […] Změna klimatu se již děje. Lidé kvůli tomu zemřeli, umírají a zemřou, ale my můžeme zastavit a zastavíme toto šílenství. […] Sjednotíme se k prosazení klimatické spravedlnosti. Požadujeme, aby světoví činitelé převzali odpovědnost a vyřešili tuto krizi. V minulosti jste nás zklamali. Pokud nás budete klamat i v budoucnosti, uděláme my, mladí lidé, změnu sami. Mládež tohoto světa se začala pohybovat a tento pohyb bude pokračovat.
V pátek 15. března proběhla zatím zcela největší v rámci studentských stávek. Odhadovaný počet stávkujících tento den je více než 1,3 milionu studentů ve 130 zemích na více než 2 200 různých místech po celém světě. V Německu manifestovalo více než 300 000 žáků v 230 městech, více než 25 000 v samotném Berlíně. V Itálii protestovalo více než 200 000 studentů, v samotném Miláně 100 000. V Montrealu se zúčastnilo více než 150 000 žáků, ve Stockholmu 15 000 až 20 000, v Melbourne 30 000, v Bruselu 30 000, v Mnichově 8000, mohutné demonstrace byly také Paříži, Londýně, Washingtonu, Reykjavíku, Oslu, Helsinkách, Kodani a Tokio.

### Stávka 15. března 2019 v Česku
Poprvé se připojili i studenti z České republiky – tisíce v Praze, stovky v Brně a několik desítek i v Liberci.

## „Mezigenerační“ globální klimatické stávky v září 2019
Hnutí Školní stávka pro klima oznámilo na září 2019 dvě hlavní celosvětové stávky. První z nich na pátek 20. září, tři dny před mimořádným klimatickým summitem OSN, který se koná v New Yorku, a druhý ve spolupráci s organizacemi 350.org a Earth Strike na následující pátek, 27. září. V tento den byla mimo jiné v roce 1962 vydána kniha Silent Spring (Mlčící jaro) jaro autorky Rachel Carsonové. Jednotlivé země a města mohou organizovat stávky v obou termínech, nebo jen v jednom z nich, například Nový Zéland bude mít národní stávku 27. září s účastí přes 36 obcí a měst.
Organizátoři doufají, že tyto stávky budou mít dosud největší účast v rámci akcí na ochranu klimatu, a že kromě studentů, kteří vedli předchozí stávky, se účastní i další včetně dělníků, administrativních pracovníků, vysokoškolských studentů, důchodců atd. Mnoho nevládních organizací, odborů, sociálních hnutí a společností již vyjádřilo stávkám podporu, včetně 350.org, Amnesty International, Extinction Rebellion, Greenpeace International, Oxfam, WWF, podporu vyjádřily také komerční firmy, např. Patagonie, Ben & Jerry, Lush, Atlassian a další. Ve Spojeném království má proběhnout generální stávka pro klima 20. září, má to být první generální stávka v Británii od generální stávky v roce 1926.

### Klimatická stávka v České republice 20. září 2019
Také v České republice vyhlásilo studentské hnutí Fridays for Future klimatickou stávku na 20. září a pozvalo na ni také rodiče a ostatní obyvatele.

## Podpora vědců
Dne 5. března 2019 podepsalo 700 německých vědců petici na podporu školních stávek v Německu. Podporu vyslovilo také 1 200 výzkumných pracovníků ve Finsku, kteří podepsali dopis dne 11. března 2019 a podpořili stávky.
Počátkem února 2019 podepsalo 350 nizozemských vědců otevřený dopis na podporu školních stávek v Nizozemsku. Dopis zní: „Na základě skutečností, které nám poskytla klimatická věda, mají stávkující studenti plnou pravdu. To je důvod, proč je jako vědci podporujeme.“
V Německu skupina více než 23 000 vědců založila hnutí "Vědci pro budoucnost" (S4F) na podporu věcné správnosti požadavků formulovaných hnutím.
Dne 14. března 2019 vydal Římský klub oficiální prohlášení na podporu Grety Thunberg a stávek, v němž vyzval vlády po celém světě, aby na tuto výzvu reagovaly a snížily celosvětové emise uhlíku.

## Reakce představitelů škol a politiků
Podle Jaroslava Hanáka, prezidenta Svazu průmyslu a dopravy ČR, by studenti měli dostat „přes držku“ a neměli by se míchat do věcí, kterým nerozumí. Později vzal svá slova zpět.
Stávky byly také kritizovány některými politiky jako záškoláctví. Britská premiérka Theresa Mayová kritizovala stávky jako plýtvající časem pro výuku. Australský premiér Scott Morrison prohlásil po prvních stávkách na konci roku 2018 na adresu studentů, že potřebují „více učení a méně aktivismu“. Australský ministr školství Dan Tehan navrhl, že pokud mají studenti jasné názory na příčinu klimatických změn, měli by protestovat ve svém vlastním čase ve večerních hodinách nebo o víkendech.
Na Novém Zélandu se objevila smíšená reakce politiků, představitelů obcí i škol. Studentům bylo vyhrožováno, že účast na stávce bez souhlasu rodičů nebo školy bude považováno za záškoláctví. Zatímco poslankyně Judith Collinsová a několik dalších poslanců stávku zcela odmítali, ministr pro změnu klimatu James Shaw vyjádřil podporu, s tím, že víkendové protesty by vyvolaly velmi malou pozornost.
Dne 15. března přijal generální tajemník OSN António Guterres zástupce stávkujících a prohlásil před nimi, že „Moje generace nedokázala správně reagovat na dramatický problém změny klimatu. To je hluboce pociťováno mladými lidmi. Není divu, že jsou rozezleni." Guterres již pozval světové lídry na summit OSN v září 2019, aby se více angažovali v politickém rámci stanoveném Pařížskou dohodou.

## Kontroverze
Při březnové demonstraci v Londýně zůstaly po jejím skončení v historické kašně před Buckinghamským palácem transparenty, kelímky a plastové obaly. V květnu se také objevila na webu info.cz a později i na jiných serverech informace o školačce, která je postihována ve třídě za to, že nechce stávkovat za klima. Tato informace byla následně potvrzena. Jak sám autor článku potvrdil, jednalo se o zcela ojedinělý případ jedné konkrétní třídy, autor naopak potvrdil velkou toleranci k názorům ve švédských školách.